# Ramiro Herrera
Ramiro Herrera (Comodoro Rivadavia, 14 febbraio 1989) è un rugbista a 15 argentino, pilone di La Rochelle in Top 14.

## Biografia
Nativo di Comodoro Rivadavia, Herrera iniziò la sua carriera rugbistica nel locale Chenque Rugby Club. All'età di vent'anni disputò il suo primo Torneo URBA nelle file dell'Hindú Club, squadra nella quale militò per quattro stagioni. Nei primi mesi del 2013, Daniel Hourcade lo convocò nei Pampas XV per disputare la Vodacom Cup. Il Castres Olympique annunciò il suo ingaggio come joker médical nell'aprile 2014; al termine della stagione il suo contratto fu rinnovato per la successiva. Fu inserito nella rosa della neo costituita franchigia argentina dei Jaguares per disputare il Super Rugby 2016. Al termine del Super Rugby 2017 firmò un contratto quadriennale con lo Stade français.
Nel 2014 Herrera fece il suo esordio per l'Argentina nel primo dei due incontri del tour sudamericano dell'Irlanda. Durante lo stesso anno prese parte a tutte le partite del The Rugby Championship 2014 e del tour europeo di novembre della nazionale argentina. Nel 2015 giocò due incontri del The Rugby Championship.
Fu convocato per la Coppa del Mondo di rugby 2015 al termine della quale l'Argentina si classificò quarta e disputò tutte le partite della competizione.
Nel 2016 prese parte, sempre come titolare, a tutte le sfide che coinvolsero la rappresentativa sudamericana durante l'anno. L'anno successivo giocò i test match estivi contro Georgia e Inghilterra e tre incontri del The Rugby Championship 2017.

## Palmarès
- Campionati URBA: 1
Hindú: 2012
- Champions Cup: 1
La Rochelle: 2021-22